# Joost Hazenbos
Joost Hazenbos (* 3. Mai 1962 in Maastricht) ist ein niederländischer Altorientalist.
Joost Hazenbos studierte von Herbst 1979 bis Anfang 1989 an der Universiteit van Amsterdam Anatolische Sprachen (einschließlich Akkadisch), Latein (einschließlich Altgriechisch) und Sumerisch. Sein Doctoraalexamen mit dem Prädikat cum laude (Magisterprüfung) legte er im Februar 1989 ab und erhielt die Lehrbefähigung für Latein und Altgriechisch. Schon seit Herbst 1988 war er als Gymnasiallehrer in den beiden alten Sprachen in Amsterdam tätig; bis Frühjahr 1996 lehrte er an insgesamt drei Amsterdamer Schulen. Von Sommer 1991 bis Frühjahr 1996 war Hazenbos neben seiner Lehrertätigkeit Doktorand (Onderzoeker in Opleiding). Die Promotion erfolgte am 30. März 1998 bei Theo van den Hout, Titel der Dissertation war The Organization of the Anatolian Local Cults during the 13th Century B.C. Ab April des Jahres 1996 war er Wissenschaftlicher Mitarbeiter, danach von April 1998 bis August 1998 Wissenschaftliche Hilfskraft am Altorientalischen Institut der Universität Leipzig. Auch danach konnte er als Habilitations-Stipendiat der Deutschen Forschungsgemeinschaft bis Oktober 2000 weiter in Leipzig arbeiten, wo er erneut von 2000 bis April 2007 als Wissenschaftlicher Mitarbeiter beschäftigt war. Das letzte Leipziger Jahr war Hazenbos beurlaubt. Die Habilitation erfolgte zum 14. Dezember 2003 mit der Arbeit „Wir stellten eine Orakelfrage“: Untersuchungen zu den hethitischen Orakeltexten, anschließend erhielt er die venia legendi und konnte auch als Privatdozent für Altorientalistik mit Schwerpunkt Hethitologie in Leipzig lehren. Im Sommersemester 1999 war er Lehrbeauftragter an der Freien Universität Berlin sowie mehrfach zwischen 1999 und 2004 an der Universität Bern. Seit dem 1. Januar 2006 lehrt Hazenbos als außerplanmäßiger Professor für Hethitisch und verwandte anatolische Sprachen sowie die Geschichte Anatoliens in der vorklassischen Zeit an der Universiteit van Amsterdam. Seit dem 1. Mai 2006 ist er zunächst Wissenschaftlicher Mitarbeiter am Hethitischen Wörterbuch am Institut für Assyriologie und Hethitologie der Ludwig-Maximilians-Universität München. Hier ist er für die Vorbereitung auf den Druck der Lieferungen 18 und 20 desselben zuständig und ist in beratender Funktion bei den anderen Lieferungen beteiligt. In den drei Wintersemestern zwischen 2009 und 2012 vertrat er Eva Cancik-Kirschbaum, 2010/11 zudem Jörg Klinger an der Freien Universität Berlin.
Hazenbos befasst sich als Hethitologe vorrangig mit der Hethitischen Philologie, vor allem der Lexikographie und der Kulturgeschichte der Hethiter sowie mit der hurritischen und urartäischen Grammatik, vor allem deren Syntax.

## Schriften
- The Organization of the Anatolian Local Cults during the thirteenth Century B.C. An appraisal of the Hittite cult inventories (= Cuneiform Monographs. 21). Brill u. a., Leiden u. a. 2003, ISBN 90-04-12383-0.